# 알레의 역설
알레의 역설(Allais paradox)은 모리스 알레가 1953년에 고안한 선택 문제로, 기대효용가설의 예측과 실제 관찰된 선택 사이의 불일치를 보여주기 위해 설계되었다. 알레 패러독스는 개인이 즉각적인 결정을 내려야 할 때 일관되게 합리적인 선택을 하는 경우가 드물다는 것을 보여준다. 기대효용가설의 독립성 공리는 개인의 선호도가 두 개의 복권을 동일한 비율로 변경할 때 변하지 않아야 한다고 규정하는데, 이 역설은 이러한 독립성 공리가 위배됨을 입증했다.

## 문제의 기술
알레의 역설은 참가자들이 두 개의 서로 다른 실험에서 내린 선택을 비교할 때 발생하는데, 각 실험은 도박 A와 B 중 하나를 선택하는 것으로 구성된다. 각 실험의 각 도박에 대한 보상은 다음과 같다.
| 실험 1     | 실험 1  | 실험 1     | 실험 1  | 실험 2     | 실험 2  | 실험 2     | 실험 2  |
| 도박 1A    | 도박 1A | 도박 1B    | 도박 1B | 도박 2A    | 도박 2A | 도박 2B    | 도박 2B |
| 상금       | 확률    | 상금       | 확률    | 상금       | 확률    | 상금       | 확률    |
| 100만 달러 | 100%    | 100만 달러 | 89%     | 없음       | 89%     | 없음       | 90%     |
| 100만 달러 | 100%    | 없음       | 1%      | 100만 달러 | 11%     | 없음       | 90%     |
| 100만 달러 | 100%    | 500만 달러 | 10%     | 100만 달러 | 11%     | 500만 달러 | 10%     |

가상의 상금과 소액의 금전적 보상을 다룬 여러 연구들, 그리고 최근에는 건강상의 결과를 다룬 연구들은 1A와 1B 중에서 선택할 때 대부분의 사람들이 1A를 선택할 것이라는 주장을 뒷받침했다. 마찬가지로 2A와 2B 중에서 선택할 때는 대부분의 사람들이 2B를 선택할 것이라고 한다. 알레는 더 나아가 1A만을 선택하거나 2B만을 선택하는 것이 합리적이라고 주장했다.
그러나 동일한 사람이 (1A만을 혹은 2B만을 선택한 사람이) 1A와 2B를 함께 선택하는 것은 기대효용가설과 일치하지 않는다. 기대효용가설에 따르면, 그 사람은 1A와 2A를 선택하거나 1B와 2B를 선택해야 한다.
이러한 불일치는 기대효용가설에서 동일한 결과(예: 모든 도박에서 100만 달러)를 두 선택에 각각 더했을 때 한 도박이 다른 도박보다 더 바람직하다는 상대적 선호도에 영향을 미치지 않아야 한다는 사실에서 비롯된다. 동일한 결과는 "상쇄"되어야 한다. 각 실험에서 두 도박은 89%의 확률로 동일한 결과를 제공한다(위에서부터 아래로 내려가면서, 1A와 1B는 89%의 확률로 100만 달러의 결과를 제공하고, 2A와 2B는 89%의 확률로 아무것도 얻지 못하는 결과를 제공한다). 만약 이 89%의 '공통 결과'를 무시한다면, 각 실험에서 도박들 간의 선택은 동일할 것이다 - 100만 달러를 얻을 11%의 확률 대 500만 달러를 얻을 10%의 확률.
보상을 다시 작성하고 89%의 당첨 확률을 무시하면 - 결과를 동일하게 만들면 - 1B는 아무것도 얻지 못할 1%의 확률과 500만 달러를 얻을 10%의 확률을 제공하는 것으로 남게 되고, 2B 또한 아무것도 얻지 못할 1%의 확률과 500만 달러를 얻을 10%의 확률을 제공하는 것으로 남게 된다. 따라서 선택 1B와 2B는 동일한 선택으로 볼 수 있다. 같은 방식으로 1A와 2A도 동일한 선택으로 볼 수 있다. 즉,
| 실험 1     | 실험 1  | 실험 1     | 실험 1  | 실험 2     | 실험 2  | 실험 2     | 실험 2  |
| 도박 1A    | 도박 1A | 도박 1B    | 도박 1B | 도박 2A    | 도박 2A | 도박 2B    | 도박 2B |
| 상금       | 확률    | 상금       | 확률    | 상금       | 확률    | 상금       | 확률    |
| 100만 달러 | 89%     | 100만 달러 | 89%     | 없음       | 89%     | 없음       | 89%     |
| 100만 달러 | 11%     | 없음       | 1%      | 100만 달러 | 11%     | 없음       | 1%      |
| 100만 달러 | 11%     | 500만 달러 | 10%     | 100만 달러 | 11%     | 500만 달러 | 10%     |

알레는 자신의 역설을 독립성 공리에 대한 반례로 제시했다.
독립성은 행위자가 단순 복권 {\displaystyle L_{1}}과 {\displaystyle L_{2}} 사이에서 무차별하다면, 그 행위자는 {\displaystyle L_{1}}을 임의의 단순 복권 {\displaystyle L_{3}}와 확률 {\displaystyle p}로 혼합한 것과 {\displaystyle L_{2}}를 {\displaystyle L_{3}}와 동일한 확률 {\displaystyle p}로 혼합한 것 사이에서도 무차별하다는 것을 의미한다. 이 원칙을 위반하는 것을 "공통 결과" 문제(또는 "공통 결과" 효과)라고 한다. 공통 결과 문제의 개념은 {\displaystyle L_{3}}가 제공하는 상금이 증가함에 따라 {\displaystyle L_{1}}과 {\displaystyle L_{2}}가 위로상금이 되고, 행위자는 {\displaystyle L_{3}}가 제공하는 더 높은 상금을 얻지 못할 경우의 위험과 실망을 최소화하기 위해 두 복권 사이의 선호도를 수정한다는 것이다.
이러한 어려움으로 인해 기대효용가설의 여러 대안과 일반화가 등장했는데, 특히 대니얼 카너먼과 아모스 트버스키가 개발한 전망 이론, 츄의 가중 효용, 존 퀴긴의 순위 의존적 기대효용, 후회 이론이 주목할 만하다. 이러한 모형들의 목적은 기대효용가설과 일치하는 것보다 더 넓은 범위의 행동을 설명하는 것이었다. 마이클 번바움은 이 역설에 대한 실험적 분석을 수행했고, 그 결과가 퀴긴, 카너먼, 트버스키 등의 이론을 위반하지만 통합의 특성을 위반하는 그의 형상 가중치 이론으로 설명될 수 있음을 보여주었다.
알레가 주장하고자 했던 주요 요점은 기대효용가설의 독립성 공리가 타당한 공리가 아닐 수 있다는 것이다. 독립성 공리는 도박 내의 두 가지 동일한 결과를 도박 전체의 분석과 무관한 것으로 취급해야 한다고 명시한다. 그러나 이는 보완성의 개념, 즉 도박의 한 부분에서의 선택이 도박의 다른 부분에서 가능한 결과에 의존할 수 있다는 사실을 간과한다. 위의 선택에서 1B는 아무것도 얻지 못할 1%의 확률이 있다. 그러나 이 1%의 확률은 만약 그 도박을 선택하고 패배했을 때, 1A를 선택했다면 100%의 확실성으로 이길 수 있었다는 것을 알게 되면서 큰 실망감을 수반한다. 하지만 이러한 실망감은 도박의 다른 부분에서의 결과(즉, 확실성의 감정)에 따라 달라진다. 따라서 알레는 독립성 공리가 요구하는 대로 도박이나 선택의 일부를 다른 제시된 선택들과 독립적으로 평가하는 것은 불가능하며, 따라서 우리의 합리적 행동을 판단하는 데 있어 부적절하다고 주장한다(독립성 또는 확실성 원칙이 우리에게 요구하는 대로 1B를 1A와 독립적으로 평가할 수 없다). 우리가 1A와 2B를 선택할 때 비합리적으로 행동하는 것이 아니라, 오히려 기대효용가설이 이 경우 보완성으로 인해 발생하는 그러한 "제한된 합리성" 선택을 포착하기에 충분히 강건하지 않은 것이다.

## 알레의 역설 배후의 직관

### 제로 효과 대 확실성 효과
알레의 역설에 대한 가장 일반적인 설명은 개인이 기대효용 공리에 위배되더라도 위험이 있는 결과보다 확실한 결과를 선호한다는 것이다. "확실성 효과"는 카너먼과 트버스키(1979)에 의해 대중화되었으며, 바커(2010)가 추가로 논의했다. 확실성 효과는 분산이 없는 복권의 매력을 강조한다. 최근의 연구들은 확실성 효과에 대한 대안적 설명으로 제로 효과를 제시했다.
제로 효과는 확실성 효과를 약간 수정한 것으로, 개인이 아무것도 얻지 못할 가능성이 없는 복권을 선호한다는 것이다(영향 없음에 대한 기피). 네 가지 복권이 포함된 두 개의 실험으로 구성된 이전의 알레 스타일 과제에서는, 분산이 없는 복권만이 영향 없음의 가능성이 없는 유일한 복권이었기 때문에 이러한 효과들이 의사결정에 미치는 영향을 구별하는 것이 불가능했다. 두 개의 추가 복권을 실행함으로써 두 효과를 구별할 수 있었고, 따라서 그들의 통계적 유의성을 검증할 수 있었다.
| 실험 1     | 실험 1  | 실험 1     | 실험 1  | 실험 2     | 실험 2  | 실험 2     | 실험 2  | 실험 3     | 실험 3  | 실험 3     | 실험 3  |
| 도박 1A    | 도박 1A | 도박 1B    | 도박 1B | 도박 2A    | 도박 2A | 도박 2B    | 도박 2B | 도박 3A    | 도박 3A | 도박 3B    | 도박 3B |
| 상금       | 확률    | 상금       | 확률    | 상금       | 확률    | 상금       | 확률    | 상금       | 확률    | 상금       | 확률    |
| 100만 달러 | 100%    | 100만 달러 | 89%     | 없음       | 89%     | 없음       | 90%     | 800만 달러 | 89%     | 800만 달러 | 89%     |
| 100만 달러 | 100%    | 없음       | 1%      | 100만 달러 | 11%     | 없음       | 90%     | 100만 달러 | 11%     | 500만 달러 | 10%     |
| 100만 달러 | 100%    | 500만 달러 | 10%     | 100만 달러 | 11%     | 500만 달러 | 10%     | 100만 달러 | 11%     | 없음       | 1%      |

2단계 실험에서, 개인이 복권 1B보다 1A를 선택하고, 2A보다 2B를 선택했다면, 그들은 역설을 따르며 기대효용 공리를 위반한다. (처음 두 실험에서) 이미 기대효용가설을 위반한 참가자들의 세 번째 실험 선택은 알레의 역설을 야기하는 근본적인 효과를 강조했다. 3B를 3A보다 선택한 참가자들은 확실성 효과의 증거를 제공한 반면, 3A를 3B보다 선택한 참가자들은 제로 효과의 증거를 보여주었다. (1A,2B,3B)를 선택한 참가자들은 분산이 없는 복권이 제시되었을 때만 합리적 선택에서 벗어났다. (1A,2B,3A)를 선택한 참가자들은 아무것도 얻지 못할 위험을 피하기 위해 합리적인 복권 선택에서 벗어났다(영향 없음에 대한 기피).
6개 복권 실험의 결과는 제로 효과가 p값 < 0.01로 통계적으로 유의미함을 보여주었다. 확실성 효과는 통계적으로 유의미하지 않은 것으로 나타났으며, 기대효용가설에서 벗어나는 개인들에 대한 직관적 설명이 아닌 것으로 밝혀졌다.

## 수학적 불일치성의 증명
위의 값들과 효용함수 U(W)를 사용하면 (W는 부를 나타냄), 이 역설이 어떻게 나타나는지 정확히 증명할 수 있다.
일반적인 개인이 1B보다 1A를, 2A보다 2B를 선호하기 때문에, 우리는 선호되는 것의 기대효용이 두 번째 선택의 기대효용보다 크다고 결론지을 수 있다. 즉,

### 실험 1
{\displaystyle 1U(\$1{\text{ M}})>0.89U(\$1{\text{ M}})+0.01U(\$0{\text{ M}})+0.1U(\$5{\text{ M}})}

### 실험 2
{\displaystyle 0.89U(\$0{\text{ M}})+0.11U(\$1{\text{ M}})<0.9U(\$0{\text{ M}})+0.1U(\$5{\text{ M}})}
후자의 방정식(실험 2)을 다음과 같이 다시 쓸 수 있다.
{\displaystyle 0.11U(\$1{\text{ M}})<0.01U(\$0{\text{ M}})+0.1U(\$5{\text{ M}})}
{\displaystyle 1U(\$1{\text{ M}})-0.89U(\$1{\text{ M}})<0.01U(\$0{\text{ M}})+0.1U(\$5{\text{ M}})}
{\displaystyle 1U(\$1{\text{ M}})<0.89U(\$1{\text{ M}})+0.01U(\$0{\text{ M}})+0.1U(\$5{\text{ M}}),}
이는 첫 번째 도박(실험 1)과 모순되는데, 첫 번째 도박에서는 플레이어가 도박보다 확실한 것을 선호한다는 것을 보여준다.

## 역사
알레의 역설은 1952년에 처음 소개되었는데, 모리스 알레가 파리에서 열린 경제학 회의인 콜로크 인터내셔널 뒤 상트르 나시오날 드 라 르셰르슈 시앙티피크에서 경제학자들로 구성된 청중에게 다양한 선택 세트를 제시했다. 위의 선택 세트와 유사하게, 청중은 기대효용가설과 일치하지 않는 결정을 내렸다. 이러한 결과에도 불구하고, 청중은 알레의 발견의 타당성을 인정하지 않았고 이 역설을 단순한 불규칙성으로 일축했다. 그럼에도 불구하고 알레는 1953년에 경제학 전문 학술지인 《이코노메트리카》에 알레의 역설에 대한 발견을 발표했다.
알레의 연구는 1980년대가 되어서야 행동경제학 분야에서 실행 가능한 것으로 여겨지기 시작했다. 표 1은 JSTOR를 통해 수집한 문헌에서 알레의 역설이 등장한 빈도를 보여준다.
|          | '알레'와 '역설' | '알레의 역설' |
| -------- | --------------- | ------------- |
| 1950년대 | 27              | 0             |
| 1960년대 | 43              | 2             |
| 1970년대 | 44              | 5             |
| 1980년대 | 204             | 143           |
| 1990년대 | 224             | 135           |
| 2000년대 | 143             | 92            |
| 2010년대 | 321             | 190           |

역사학자 플로리스 호이켈롬은 이러한 인기 없음의 원인을 네 가지로 설명한다. 첫째, 알레의 연구는 그가 《기대효용가설과 알레의 역설》을 출간한 1979년까지 프랑스어에서 영어로 번역되지 않았다. 이 700페이지 분량의 책은 다음의 다섯 부분으로 구성되어 있다. 편집자 서문, 1952년 위험이 수반된 선택에 대한 알레의 이론, 1952년 알레의 이론에 대한 신베르누이학파의 입장, 신베르누이 이론과 알레의 역설에 대한 현대적 관점, 알레의 반박: 이론과 실증적 증거.이 중에서 게임 이론이라는 수학 분야의 공동 창시자이자 경제학자인 오스카르 모르겐슈테른을 포함한 다양한 경제학자들과 관련 연구 분야의 연구자들이 기여했다.
둘째, 1950년대와 60년대에는 행동적 측면에서의 경제학 분야가 거의 연구되지 않았다. 개인이 효용을 극대화하는 결정을 내린다고 가정하는 폰 노이만-모르겐슈테른 효용 정리는 알레의 역설이 나오기 6년 전인 1947년에 증명되었다.
셋째, 1979년에 아모스 트버스키와 대니얼 카너먼이 전망 이론을 소개하는 논문 《전망 이론: 위험 하의 의사결정 분석》에서 알레의 연구를 인용했다. 기대효용가설을 비판하고 개인이 손실의 전망을 이득의 전망과 다르게 인식한다고 가정한 카너먼과 트버스키의 연구는 알레의 역설을 "기대효용가설에 대한 가장 잘 알려진 반례"로 인정했다. 더욱이 카너먼과 트버스키의 논문은 《이코노메트리카》에서 가장 많이 인용된 논문 중 하나가 되었고, 이는 알레의 역설의 인기를 더욱 높였다. 알레의 역설은 뉴욕 타임스 베스트셀러인 트버스키와 카너먼의 《생각에 관한 생각》(2011)에서 다시 한 번 소개되었다.
마지막으로, 알레가 1988년에 "시장 이론과 자원의 효율적 활용에 대한 그의 선구적인 공헌"으로 노벨 경제학상을 수상하면서 그의 영향력이 더욱 높아졌고, 이는 이 역설에 대한 인정을 더욱 강화했다.

## 비판
알레의 역설은 기대효용가설에 대한 반례로 여겨지지만, 조지타운 대학교의 마케팅 교수인 뤼크 와티외는 알레의 역설이 수정된 효용함수의 필요성을 보여주는 것이며, 본질적으로 역설적이지 않다고 주장했다. 《알레의 역설에 대한 비판》(1993)에서 와티외는 이 역설이 기대효용가설에서 요구되는 "독립성 공리의 유효한 검증을 구성하지 않는다"고 주장한다. 이는 이 역설이 하나의 선택 세트 내의 선호도가 아닌, 두 개의 별개의 경우 사이의 선호도 비교를 포함하기 때문이다.

## 응용
알레의 역설이 강조하는 인간의 행동과 고전 경제학 사이의 불일치는 독립성 공리의 위반을 설명하기 위한 재모델링된 기대효용함수의 필요성을 보여준다. 요시무라 등(2013)은 개인의 상태에 따라 달라지는 변수를 포함시켜 기대효용가설이 제안한 표준 효용함수를 수정했는데, 이를 "동적 효용함수"라고 명명했다. 이 실험의 결과는 알레의 역설에서 나타나는 선호도의 전환이 파산과 부를 포함하는 개인의 상태 때문이라는 것을 시사했다.
리스트와 헤이그(2005)는 전문 트레이더들의 행동에서 나타나는 알레의 역설을 실험을 통해 검증하고 그 결과를 대학생들의 결과와 비교했다. 알레의 역설을 증명하는 데 사용된 것과 유사한 두 개의 복권을 제시함으로써, 연구자들은 전문 트레이더들이 학생들에 비해 기대효용과 일치하지 않는 선택을 덜 자주 한다는 결론을 내렸다.

## 같이 보기
- 상트페테르부르크의 역설

## 더 읽어보기
- Birnbaum, Michael H. (2007). “Tests of branch splitting and branch-splitting independence in Allais paradoxes with positive and mixed consequences”. 《Organizational Behavior and Human Decision Processes》 102 (2): 154–173. doi:10.1016/j.obhdp.2006.04.004.
- Machina, Mark (1987). “Choice Under Uncertainty: Problems Solved and Unsolved”. 《The Journal of Economic Perspectives》 1 (1): 121–154. doi:10.1257/jep.1.1.121.
- Allais, M. (1953). “Le comportement de l'homme rationnel devant le risque: critique des postulats et axiomes de l'école Américaine”. 《Econometrica》 21 (4): 503–546. doi:10.2307/1907921. JSTOR 1907921.
- Chew Soo Hong; Mao, Jennifer; Nishimura, Naoko (2005). “Preference for longshot: An Experimental Study of Demand for Sweepstakes”. 2006년 3월 3일에 원본 문서에서 보존된 문서. 2006년 2월 10일에 확인함.
- Kahneman, Daniel; Tversky, Amos (1979). “Prospect Theory: An Analysis of Decision under Risk”. 《Econometrica》 47 (2): 263–291. CiteSeerX 10.1.1.407.1910. doi:10.2307/1914185. JSTOR 1914185.
- Oliver, Adam (2003). “A quantitative and qualitative test of the Allais paradox using health outcomes”. 《Journal of Economic Psychology》 24 (1): 35–48. doi:10.1016/S0167-4870(02)00153-8.
- Quiggin, J. (1993). 《Generalized Expected Utility Theory:The Rank-Dependent Expected Utility model》. Amsterdam: Kluwer-Nijhoff. review
- Lewis, Michael. (2017). The Undoing Project: A Friendship That Changed Our Minds. New York: Norton.